# Дуброва (Молодечненський район)
Дуброва (біл. вёска Дубрава) — село в складі Молодечненського району Мінської області, Білорусь. Село підпорядковане Олехновицькій сільській раді, розташоване в західній частині області.